# ВЕС Спрогьо
ВЕС Спрогьо — данська офшорна вітрова електростанція, споруджена у 2009 році між островами Зеландія та Фюн в протоці Великий Бельт, яка з'єднує Балтійське і Північне моря.
ВЕС розмістили неподалік острова Спрогьо, на відстані від 0,6 до 1,5 км від берега. Для станції обрали фундаменти гравітаційного типу, котрі зібрали у польському порту Свіноуйсьце на напівзанурюваній баржі Giant 4. По доставці на місце майбутньої станції вони були встановлені на спеціально підготовані ділянки дна за допомогою плавучого крана Eide Barge 5. Після цього спеціалізоване судно Sea Energy здійснило монтаж вітрових турбін. Загальна вага заповненого баластом фундаменту та встановленого на нього вітроагрегату сягає 1879 тон.
Станція складається із 7 вітрових турбін компанії Vestas типу V90/3.0 з одиничною потужністю 2 МВт та діаметром ротора 90 метрів. Вони встановлені в один ряд на баштах висотою 70 метрів у районі з глибинами моря від 6 до 18 метрів.
За період з жовтня 2009-го по кінець грудня 2016 року ВЕС Спрогьо виробила 456 млн кВт·год електроенергії.